# Traian Ivănescu
Traian Ivănescu (* 5. Mai 1933 in Bukarest; † 29. Juli 2019) war ein rumänischer Fußballspieler und -trainer. Er bestritt insgesamt 185 Spiele in der Divizia A. In den Jahren 1952, 1953, 1956, 1960 und 1961 gewann er mit Steaua Bukarest die rumänische Meisterschaft. Als Trainer gewann er im Jahr 1974 mit Jiul Petroșani den rumänischen Pokal.

## Karriere

### Verein
Die Karriere von Ivănescu begann im Jahr 1951 bei Flacăra Bukarest in der Divizia A. Anfang 1952 schloss er sich CCA Bukarest (später Steaua Bukarest) an. Dort kam er in der Saison 1952 in der Hälfte der Spiele zum Einsatz und gewann mit seinem neuen Team die rumänische Meisterschaft. Durch den Pokalerfolg in derselben Spielzeit konnte er das Double gewinnen. In der Saison 1953 wurde er zur Stammkraft und konnte den Meistertitel verteidigen. In der Spielzeit 1955 musste er wieder ins zweite Glied rücken. Dadurch hatte er am Pokalsieg 1955 und an der Meisterschaft 1956 geringeren Anteil. In den Spielzeiten 1957/58 sowie 1958/59 kam Ivănescu nur noch auf insgesamt fünf Einsätze. In der Saison 1959/60 holte er sich seinen Stammplatz zurück und gewann mit den Meisterschaften 1960 und 1961 sowie dem Pokalsieg 1962 weitere Titel.
Im Sommer 1963 verließ Ivănescu Steaua und wechselte zum Lokalrivalen Progresul Bukarest. Dort konnte er nicht an die vorherigen Erfolge anknüpfen. Mitte der Saison 1964/65 schloss er sich Zweitligist Siderurgistul Galați an. Nach dem Aufstieg 1965 heuerte er bei Jiul Petroșani an. Am letzten Spieltag der Saison 1965/66, als Jiul bereits als Aufsteiger in die Divizia A feststand, brach er sich das Bein und musste seine Laufbahn beenden.

### Nationalmannschaft
Ivănescu kam einmal in der rumänischen Nationalmannschaft zum Einsatz, als er am 8. Mai 1954 im Freundschaftsspiel gegen die DDR für Vasile Zavoda eingewechselt wurde.

## Trainerkarriere
Im Jahr 1967 wurde Ivănescu zunächst Jugendtrainer seines letzten Klubs Jiul Petroșani, nachdem alle Versuche, auf den Platz zurückzukehren, gescheitert waren. Zu Beginn der Saison 1973/74 wurde er als Nachfolger von Ștefan Coidum Cheftrainer von Jiul in der Divizia A. In der Liga belegte er mit seinem Team nur den 15. Platz belegte und vermied den Abstieg um sechs Punkte gegenüber Rapid Bukarest. Gleichzeitig erreichte er mit Jiul das rumänische Pokalfinale gegen Politehnica Timișoara, wo er seinen ersten Titel als Trainer gewinnen konnte. Dieser Erfolg ist bis heute der größte der Vereinsgeschichte. Anschließend wurde er durch Titus Ozon ersetzt.

## Erfolge

### Als Spieler
- Rumänischer Meister: 1952, 1953, 1956, 1960, 1961
- Rumänischer Pokalsieger: 1952, 1955, 1962
- Aufstieg in die Divizia A: 1965, 1966

### Als Trainer
- Rumänischer Pokalsieger: 1974

## Privates
Ivănescu war mit der Volleyballspielerin Doina Ivănescu verheiratet und betrieb nach dem Ende seiner Trainerlaufbahn ein Weingeschäft in Blaj.